# المحلف رقم 2
المحلف رقم 2 (الإنجليزية: Juror #2) هو فيلم إثارة، ودراما، وفيلم جريمة، وفيلم محاكمة ‏ صَدَرَ في 27 أكتوبر 2024، في مهرجان AFI ‏. الفيلم تولّت وارنر برذرز بيكتشرز توزيعه، وهو من إخراج كلينت إيستوود.

## القصة
تقع أحداث الفيلم في سافانا.

## طاقم التمثيل
- نيكولاس هولت
- كيفر ساذرلاند
- جي كي سيمونز
- ايمي أكينو
- أدريان س. مور
- سيدريك ياربروف
- غابرييل باسو
- ليزلي بيب
- كريس ميسينا
- توني كوليت
- زوي دويتش
- فرانشيسكا ايستوود

## الإنتاج
صوّر الفيلم في سافانا، ولوس أنجلوس، وكان إيف بيلانجر مديرًا لتصوير الفيلم.
.

## الاستقبال

### الميزانية والإيرادات
بلغت ميزانيّة الفيلم 35,000,000 دولار أمريكي.

## وصلات خارجية
- المحلف رقم 2 على موقع IMDb (الإنجليزية)
- المحلف رقم 2 على موقع ميتاكريتيك (الإنجليزية)
- المحلف رقم 2 على موقع روتن توميتوز (الإنجليزية)
- المحلف رقم 2 على موقع ألو سيني (الفرنسية)
- المحلف رقم 2 على موقع فيلمافينيتي (الإسبانية)
- المحلف رقم 2 على موقع قاعدة بيانات الفيلم (الإنجليزية)
- المحلف رقم 2 على موقع ليتربوكسد (الإنجليزية)
- المحلف رقم 2 على موقع كينوبويسك (الروسية)